# Huisbrouwerij Den Tseut
Huisbrouwerij Den Tseut is een kleine Belgische ambachtelijke brouwerij in Oosteeklo, in de provincie Oost-Vlaanderen.
De naam “Den Tseut” betekent in het dialect varken, maar wordt ook als spotnaam gebruikt. Deze brouwerij mag sinds 2012 het logo "Belgische Hop-Houblon Belge–Belgian Hops" gebruiken. Dit kwaliteitslabel werd in september 2011 gelanceerd en wordt enkel toegekend aan bieren die gebrouwen worden met minimum 50% Belgische hop. De brouwerij gebruikt zelfs 100% Belgische hop.

## Geschiedenis
Stefan De Decker en Ria Danneels startten in juni 2008 met het brouwen van hun eerste bier, hun huisbier Den Tseut. Stefan komt uit een brouwersfamilie, zijn grootvaders waren beiden actief in de brouwsector, de ene als brouwer bij brouwerij Van Hoorebeke te Assenede, de andere werkte in een mouterij in Boekhoute. Stefan volgde Hoge School te Gent en ontwierp zelf zijn installatie thuis.
De brouwketel had tot begin 2012 een capaciteit van 250 liter. Hun bieren worden ter plaatse verkocht en in enkele lokale cafés en drankenhandels. In 2012 werd de brouwcapaciteit uitgebreid naar 900 hl per jaar.

## Bieren

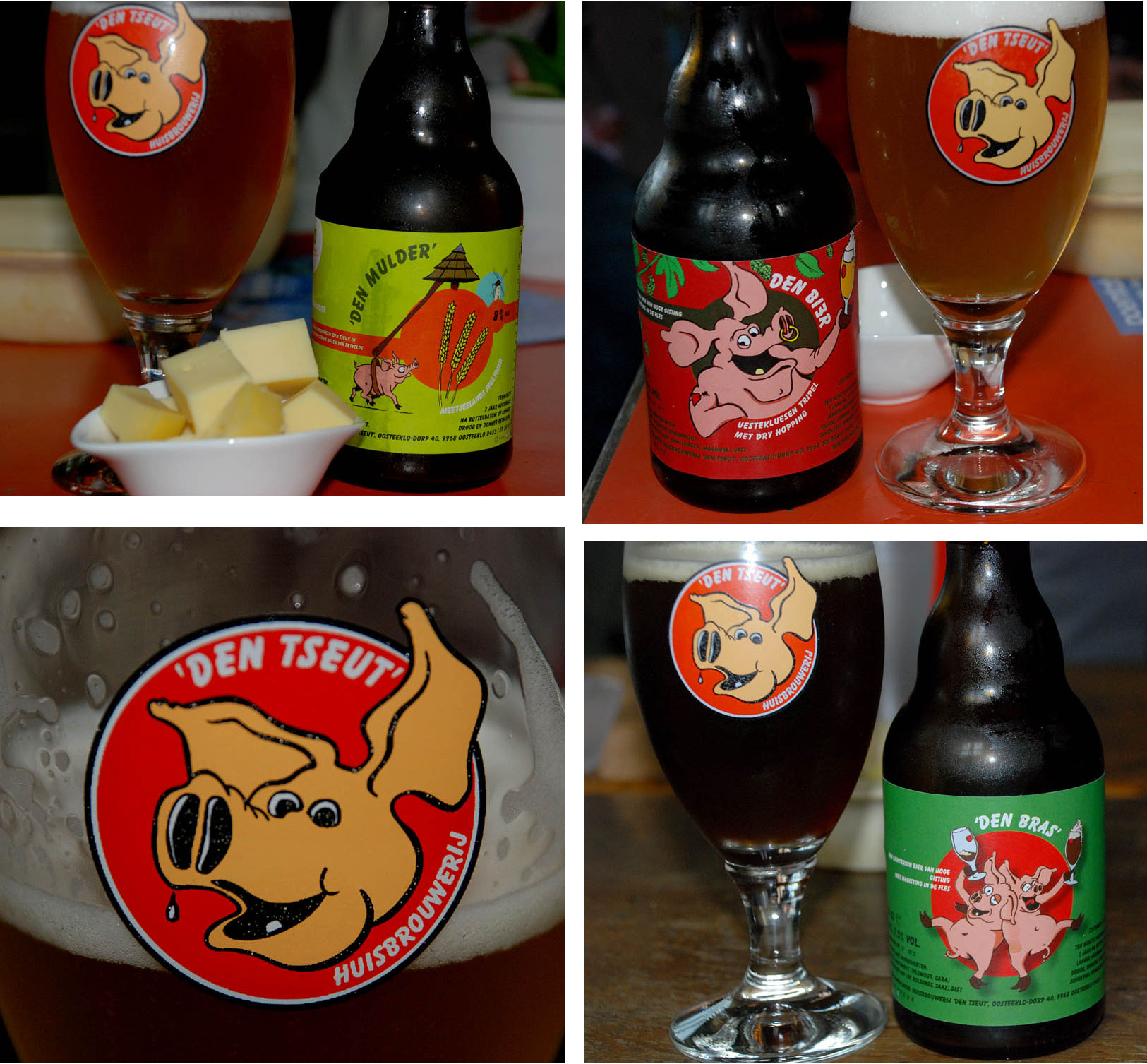
Huisbrouwerij Den Tseut bieren

- Den Mulder, blond viergranenbier met als hoofdgraan spelt, 8%
- Den Tseut, amber, 6,5%
- Den Bi3r, blond, 9%
- Bras, donker, 10%
- Den Krulsteirt, donkerblond, 7,5% (elk jaar ter gelegenheid van Oosteeklo-kermis)
- Den Drupneuze, blond, 8,5% (uit het assortiment sinds 2012)
- Belle Cies, blond, 10%
- Hoppesnoet, (vroeger Strandpaal), tripel hop, 8,5% (8 soorten Poperingse hop)
- Biertje met een staartje, rosébier, 13%